# Hioszciamin
A hioszciamin  a tápcsatorna, az epeutak és az urogenitalis rendszer simaizomzatának görcsét oldja. A periférián kifejtett antikolinerg hatás a zsigerek falában található ganglionok működésének gátlásából és a szer antimuszkarin-aktivitásából ered.

## Fordítás
- Ez a szócikk részben vagy egészben  a   Butylscopolamine című angol Wikipédia-szócikk fordításán alapul.  Az eredeti cikk szerkesztőit annak laptörténete sorolja fel. Ez a jelzés csupán a megfogalmazás eredetét és a szerzői jogokat jelzi, nem szolgál a cikkben szereplő információk forrásmegjelöléseként.

## Forrás
- Gyógyszerészi kémia. Szerkesztette: Fülöp Ferenc, Noszál Béla, Szász György, Takácsné Novák Krisztina. Budapest: Semmelweis Kiadó. 2010.   262–263. o. ISBN 978 963 9879 56 0